# Scathophaga pictipennis
Scathophaga pictipennis är en tvåvingeart som först beskrevs av Oldenberg 1923.  Scathophaga pictipennis ingår i släktet Scathophaga och familjen kolvflugor. Arten är reproducerande i Sverige. Inga underarter finns listade i Catalogue of Life.